# César Sindô
Augusto César Abreu da Fonseca, mais conhecido pelo apelido de César Sindô, (Alto Longá, 2 de dezembro de 1955) é um pecuarista e político brasileiro que foi deputado estadual pelo Piauí e duas vezes prefeito de Alto Longá.

## Dados biográficos
Filho de Agostinho Marques da Fonseca e Cesária Rosa do Nascimento, trabalhou no ramo da pecuária até ingressar no PMDB como candidato a vereador de Alto Longá em 1982 e a prefeito do município em 1988, sem obter sucesso. Coordenador do "Projeto Casa-Escola" no segundo governo Alberto Silva, foi eleito deputado estadual em 1990. Ainda no primeiro ano de seu mandato, foi cassado pelo Tribunal Regional Eleitoral do Piauí em outubro de 1991 sob a acusação de uso eleitoreiro (SANTOS, 1991, p. 694) do referido programa, entrementes a defesa reverteu a sentença e o absolveu. Refeito desse caso, foi candidato a prefeito de Alto Longá em 1992 colhendo nova derrota e ao fim de sua passagem pelo legislativo ingressou no PP sem, contudo, disputar a reeleição.
De volta ao PMDB, César Sindô disputou por mais três vezes a prefeitura de Alto Longá, sendo derrotado em 1996 e vitorioso em 2000 e 2004.